# Supercoppa d'Islanda 2019
La Meistarakeppni karla 2019 è stata la 48ª edizione di tale competizione. Si è disputata il 18 aprile 2019 a Reykjavík. La sfida ha visto contrapposte il Valur, vincitore del campionato, e lo Stjarnan, che trionfato nella coppa nazionale. Lo Stjarnan si è aggiudicato il trofeo per la seconda volta nella sua storia.

## Le squadre
| Squadre  | Qualificazione                    | Partecipazioni precedenti (il grassetto indica la vittoria)                                               |
| -------- | --------------------------------- | --- |
| Valur    | Vincitore della Úrvalsdeild 2018  | 17 (1974, 1975, 1977, 1978, 1981, 1979, 1986, 1988, 1989, 1991, 1992, 1993, 2006, 2008, 2016, 2017, 2018) |
| Stjarnan | Vincitrice della Bikar karla 2018 | 1 (2015)                                                                                                  |

## Tabellino
| Arbitro: | Þórarinsson |

|                                                    |                      |                                                               |
| Bartalsstovu Lyng Petry Ingvarsson Martin Ómarsson | Tiri di rigore 5 – 6 | Halldórsson Sigurðsson Gribenco Héðinsson Valdimarsson Laxdal |